# Jean-Baptiste Dumas
Jean Baptiste André Dumas (Alais, 1800. július 15. – Cannes, 1884. április 11.) francia kémikus. Alapvető kutatásokat végzett az alkaloidák, az etil és amid vegyületek, a faszesz, az indigó, borkősav, a zsírok, a zsírsavak, a karbamid és a vér mikroszkópi vizsgálata körül. Elméleti munkái: a vegyületek gőzsűrűségének, molekulasúlyának meghatározási módszere, az atomsúlyokról, a szerves vegyületekben történő helyettesítésekről, szintén alapvetők. Főműve: Traité de chimie appliquée aux arts (1828—1846).
Neve megtalálható az Eiffel-tornyon megörökített nevek listáján.

## Forrás
- Magyar nagylexikon  VI. (Csen–Ec). Főszerk. Berényi Gábor. Budapest: Magyar Nagylexikon. 1998.   830. o. ISBN 963-85773-2-0
- Gutenberg Nagy Lexikon, 9. kötet. Déport - Elektromos hullámok (Budapest, 1932) 304-305. hasáb. adt.arcanum.com. (Hozzáférés: 2022. október 29.)